# Jerome Feudjio

Wappen von Jerome Feudjio

Jerome Feudjio (* 30. September 1955 in Fonakeukeu, Kamerun) ist ein kamerunisch-US-amerikanischer Geistlicher und römisch-katholischer Bischof von Saint Thomas.

## Leben
Jerome Feudjio studierte zunächst Philosophie und Theologie an den Priesterseminaren in Otélé (1972–1975) und Yaoundé (1975–1979). Als Mitglied der Ordensgemeinschaft der Oblaten der Unbefleckten Jungfrau Maria setzte er seine Studien am Washington Theological Consortium in den Vereinigten Staaten fort. Nachdem er den Orden wieder verlassen hatte, spendete ihm Bischof Seán Patrick O’Malley OFMCap am 29. September 1990 das Sakrament der Priesterweihe für das Bistum Saint Thomas.
Neben Aufgaben in der Pfarrseelsorge war er von 1996 bis 2004 für das Finanzwesen des Bistums verantwortlich und bis 2020 Direktor der diözesanen Berufungspastoral. Seit 2001 war er außerdem Bischofsvikar für den Klerus und von 2002 bis 2004 Kanzler der Diözesankurie. Seit 2008 war er Generalvikar des Bistums und Rector ecclesiae der Kathedrale sowie Moderator der Diözesankurie. Außerdem gehörte er dem Konsultorenkollegium und den diözesanen Leitungsgremien für die Finanzen und die Caritas an.
Am 2. März 2021 ernannte ihn Papst Franziskus zum Bischof von Saint Thomas. Der Erzbischof von Washington, Wilton Daniel Kardinal Gregory, spendete ihm am 17. April desselben Jahres die Bischofsweihe. Mitkonsekratoren waren der Erzbischof von Boston, Seán Patrick Kardinal O’Malley OFMCap, und der emeritierte Erzbischof von Washington, Donald Kardinal Wuerl.